# Episodi di NYPD - New York Police Department (decima stagione)
La decima stagione della serie televisiva NYPD - New York Police Department è stata trasmessa in prima visione negli Stati Uniti d'America da ABC dal 24 settembre 2002 al 20 maggio 2003.
In Italia è stata trasmessa da Rete 4 nel 2006.
| nº | Titolo originale                  | Titolo italiano          | Prima TV USA      | Prima TV Italia |
| -- | --------------------------------- | ------------------------ | ----------------- | --------------- |
| 1  | Ho Down                           | Minacce di morte         | 24 settembre 2002 |                 |
| 2  | You've Got Mail                   | Una polvere pericolosa   | 1º ottobre 2002   |                 |
| 3  | One in the Nuts                   | Compagni di college      | 8 ottobre 2002    |                 |
| 4  | Meat Me in the Park               | Il parco dei desideri    | 15 ottobre 2002   |                 |
| 5  | Death by Cycle                    | Ladri di biciclette      | 22 ottobre 2002   |                 |
| 6  | Maya Con Dios                     | Testimone oculare        | 29 ottobre 2002   |                 |
| 7  | Das Boots                         | Trappola psicologica     | 12 novembre 2002  |                 |
| 8  | Below the Belt                    | Crimini silenziosi       | 19 novembre 2002  |                 |
| 9  | Half-Ashed                        | Le ceneri del ricordo    | 26 novembre 2002  |                 |
| 10 | Healthy McDowell Movement         | Un caso di eutanasia     | 10 dicembre 2002  |                 |
| 11 | I Kid You Not                     | Depressione post-parto   | 7 gennaio 2003    |                 |
| 12 | Arrested Development              | Il complotto             | 14 gennaio 2003   |                 |
| 13 | Bottoms Up                        | Uno scomodo testimone    | 4 febbraio 2003   |                 |
| 14 | Laughlin All the Way to the Clink | Da un carcere all’altro  | 11 febbraio 2003  |                 |
| 15 | Tranny Get Your Gun               | Ricominciare             | 18 febbraio 2003  |                 |
| 16 | Nude Awakening                    | Un duro colpo per Clark  | 25 febbraio 2003  |                 |
| 17 | Off the Wall                      | Un proiettile pericoloso | 8 aprile 2003     |                 |
| 18 | Marine Life                       | Un marine particolare    | 15 aprile 2003    |                 |
| 19 | Meet the Grandparents             | Un affidamento difficile | 29 aprile 2003    |                 |
| 20 | Maybe Baby                        | Inevitabile bugia        | 6 maggio 2003     |                 |
| 21 | Yo, Adrian                        | La forza della verità    | 13 maggio 2003    |                 |
| 22 | Skidoo                            | Ferito gravemente        | 20 maggio 2003    |                 |